# Astrobunus
Astrobunus – rodzaj kosarzy z podrzędu Eupnoi i rodziny Sclerosomatidae, liczący ponad 10 opisanych gatunków. Gatunkiem typowym jest Astrobunus helleri.

## Występowanie
Przedstawiciele rodzaju zamieszkują Europę. W Polsce występuje jeden gatunek: Astrobunus laevipes.

## Systematyka
Opisano dotąd 12 gatunków kosarzy z tego rodzaju:
- Astrobunus bavaricus Rower, 1957
- Astrobunus bernardinus Simon, 1879
- Astrobunus dinaricus Roewer, 1915
- Astrobunus glockneri Roewer, 1957
- Astrobunus grallator Simon, 1879
- Astrobunus helleri (Ausserer, 1867)
- Astrobunus kochi Thorell, 1876
- Astrobunus laevipes (Canestrini, 1872)
- Astrobunus scoticus Roewer, 1957
- Astrobunus spinosus (Herbst, 1799)
- Astrobunus osellai C. Chemini, 1986
- Astrobunus roeweri Hadzi, 1927